# 武藤頼胡
武藤 頼胡（むとう よりこ、1971年 - ）は、日本の終活カウンセラー。一般社団法人終活カウンセラー協会の代表理事で、終活カウンセラーの生みの親。

## 略歴
1971年、静岡県三島市に生まれる。保険会社、ベンチャー企業勤務を経て、2011年、東日本大震災をきっかけに、終活カウンセラー協会を起ち上げる。以降、「終活」の普及や講演、執筆活動に邁進する。
同協会のほか、株式会社リンテアライン代表取締役社長、明海大学ホスピタリティーツーリズム学科の外部講師を務める。

### 役職
- 一般社団法人終活カウンセラー協会 － 代表理事
- 一般財団法人葬務事業振興会 － 理事
- 川崎市市民葬儀運営協議会 － 委員

## 著作リスト
- 『-元気なうちから始める!-こじらせない「死に支度」』（主婦と生活社、2018年）

### 監修
- 『妻の死後夫の死後にひとりで生きるための準備と手続き』（晋遊舎、2021年）
- 『-家族に迷惑をかけたくない- 自分でできる生前の手続きガイド』（宝島社、2022→2025年）

### 共同監修
- 『-図解「やること・やる順」身内が亡くなったときの手続き- 葬儀・届出・相続・お墓-誰が、いつ、いくらで、何をやる?』（廣田龍介と、日経HR、2018年）
- 『-知らないと損をする!「段取り」と「やるべきこと」がすぐにわかる! - 身内が亡くなった後の手続き』（小川実と、主婦と生活社、2020年）
- 『-これが知りたかった!-終活・相続コンサルタントが活躍するための実践手引書』（一橋香織、木野綾子と、日本法令、2022年）

### 論文・雑誌
- CiNii>武藤頼胡

## 出演

### TV

#### NHK
- Eテレあしたも晴れ！人生レシピ
- ごごナマ
- NHKニュースウォッチ9
- NHKニュース7
- 情報まるごと

#### 民放
- 日経スペシャル ガイアの夜明け(テレビ東京)
- サタデープラス（毎日放送）
- よ～いドン!サタデー（関西テレビ）

## インタビュー
- 【武藤頼胡さん特別インタビュー】「終活は「死に支度」でもあり、「生き支度」でもある」【東京博善ひとたび】2024年6月21日付
  - 葬儀は死後ではなく、人生の延長線上にある【東京博善ひとたび】2024年9月18日付